# Chaetodontoplus niger
Chaetodontoplus niger là một loài cá biển thuộc chi Chaetodontoplus trong họ Cá bướm gai. Loài này được mô tả lần đầu tiên vào năm 1966.

## Từ nguyên
Từ định danh của loài trong tiếng Latinh mang nghĩa là "màu đen", hàm ý đề cập đến màu sắc của mẫu gốc khi đã được ngâm trong cồn.

## Phân loại
Chan (1966) mô tả loài này dựa trên một cá thể chưa trưởng thành, được thu thập tại bãi Macclesfield (Biển Đông). Tuy nhiên, trong bản sửa đổi về chi Chaetodontoplus (không được xuất bản) của Tominaga và Yasuda (1975), các tác giả có đề cập trong phần tóm tắt rằng, C. niger không mang những đặc điểm quan trọng của chi như những loài còn lại, và được đề xuất loại ra khỏi Chaetodontoplus. Việc phân loại đối với loài này cần được xem xét lại.

## Phạm vi phân bố và môi trường sống
C. niger là một loài hiếm được nhìn thấy ở Tây Thái Bình Dương. Loài này hiện chỉ được biết đến tại bãi Macclesfield (phía bắc quần đảo Hoàng Sa), ngoài khơi tỉnh Wakayama và Kōchi (phía nam đảo Honshu) và tại quần đảo Ryukyu (Nhật Bản).
Loài này gần các rạn san hô ở độ sâu khoảng từ 20 đến ít nhất là 80 m, nhưng được cho là sống phổ biến ở độ sâu từ 60 m trở ra khơi; cá con thường sống gần bờ.

## Mô tả
C. niger trưởng thành dài đến 25 cm. Toàn thân của C. niger là một màu đen, trừ vây đuôi có màu vàng tươi với dải đen gần rìa và vây bụng có màu trắng muốt.
Số gai vây lưng: 13; Số tia vây ở vây lưng: 17–19; Số gai vây hậu môn: 3; Số tia vây ở vây hậu môn: 17.

## Sinh thái
C. niger có thể sống đơn độc hoặc hợp thành những nhóm nhỏ.

### Trích dẫn
- "Chaetodontoplus poliourus, a new angelfish (Perciformes: Pomacanthidae) from the tropical western Pacific" (PDF). The Raffles Bulletin of Zoology. Quyển 57 số 2. 2009. tr. 511–520. {{Chú thích tạp chí}}: Đã bỏ qua tham số không rõ |authors= (trợ giúp)